# Sean White
Sean Thomas White (né le 25 avril 1981 à Pullman, Washington, États-Unis) est un ancien joueur américain de baseball. Il a évolué comme lanceur de relève droitier en Ligue majeure de baseball pour les Mariners de Seattle lors des saisons 2007, 2009 et 2010.

## Carrière
Étudiant à l'université de Washington où il porte les couleurs des Huskies, Sean White est repêché le 3 juin 2003 par les Braves d'Atlanta. Il avait repoussé des offres de Orioles de Baltimore en 1999 puis des Expos de Montréal en 2002.
Encore joueur de Ligues mineures, il est transféré chez les Mariners de Seattle le 7 décembre 2006.
Il débute en Ligue majeure le 4 avril 2007. Il n'évolue au mieux qu'en Triple-A en 2008 puis revient en Ligue majeure en 2009 et 2010.
Au cours des saisons 2007, 2009 et 2010, White lance 105 matchs, toujours comme releveur, pour les Mariners de Seattle. Sa moyenne de points mérités se chiffre à 4,16 avec 59 retraits sur des prises en 134 manches lancées au total, et il compte 4 victoires, 4 défaites et un sauvetage.
Il est invité à l'entraînement de printemps des Rockies du Colorado en 2011. Il ne joue qu'en ligues mineures pour cette franchise et est mis sous contrat en mai 2012 par les Angels de Los Angeles, mais joue ses dernières saisons professionnelles en ligues mineures avec des clubs-écoles des Angels en 2012 et 2013.